# Lowers

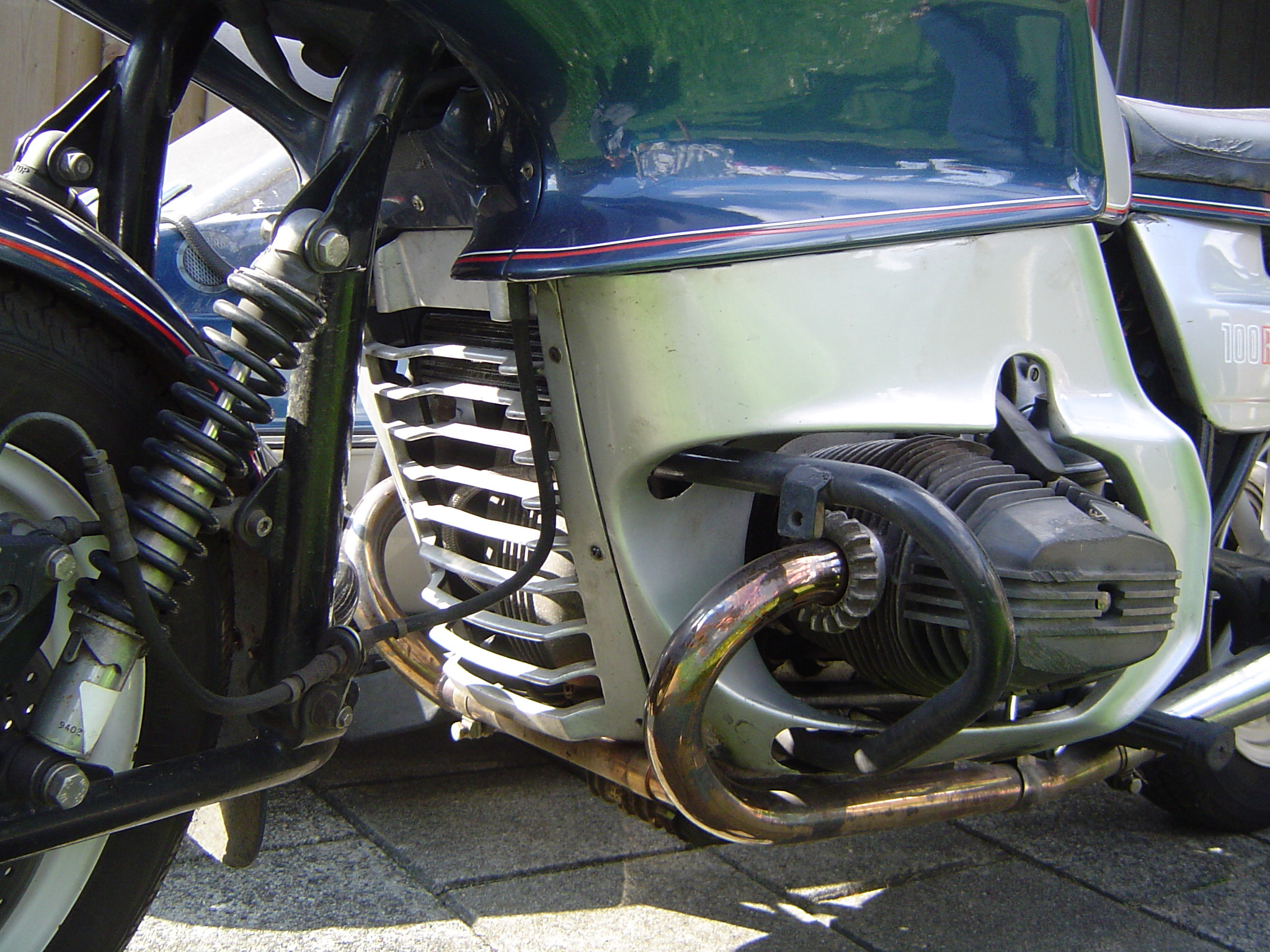
Het grijze deel van deze stroomlijnkuip bestaat uit drie lowers (links, rechts en front). In de frontlower zijn sleuven aangebracht voor de koeling van het motorblok.

De Lowers zijn het onderste deel of delen van een stroomlijnkuip van een motorfiets en zijn soms als extra leverbaar. 
Vaak worden lowers verkocht voor motoren die standaard alleen met een tophalf zijn uitgerust. Soms worden beenkappen lowers genoemd, zoals bij Harley-Davidson.
Het meervoud (lowers) wordt gebruikt omdat het er vroeger twee waren (links en rechts). Stroomlijnkuipen lopen tegenwoordig onder het motorblok door, waardoor de lowers eigenlijk een geheel vormen.
Als de lowers uit één deel zijn vervaardigd, spreekt men van een onderkuip of bugspoiler.